# Contre-la-montre par équipes en relais mixte aux championnats du monde de cyclisme sur route 2024
Le contre-la-montre par équipes en relais mixte des championnats du monde de cyclisme sur route 2024 a lieu le mercredi 25 septembre 2024 sur 53,7 kilomètres à Zurich, en Suisse. Il s'agit de la 5e édition de cette course mixte par équipes.

## Parcours
L'épreuve se déroule sur deux tours d'un circuit de 26,85 kilomètres, autour de la ville de Zurich avec départ et arrivée sur la Sechseläutenplatz (de). Le premier tour est réalisé par le trio masculin qui donne le relais au trio féminin pour accomplir le second tour. Le moment du relais est donné à l'arrivée du deuxième coureur et le temps final est pris à l'arrivée de la deuxième coureuse.

## Favoris
20 équipes nationales participent à ce relais mixte. La Suisse, double tenante du titre, se présente sans ses deux têtes de file Stefan Küng et Marlen Reusser. L'Italie et la France sont citées comme favorites tandis que les autres prétendants à la victoire ou au podium cités sont l'Allemagne, l'Australie, le Danemark et les États-Unis,.
Des pays comme la Belgique et la Slovénie « qui auraient été des immenses favorites » n'alignent pas d'équipe.

## Classement
| Rang               | Cyclistes | Équipe     | Temps           | Écart        |
| ------------------ | --- | ---------- | --------------- | ------------ |
| Médaille d'or      | Michael Matthews Ben O'Connor Jay Vine Grace Brown Brodie Chapman Ruby Roseman-Gannon                        | Australie  | 1 h 12 min 52 s | —            |
| Médaille d'argent  | Marco Brenner Miguel Heidemann Maximilian Schachmann Franziska Koch Liane Lippert Antonia Niedermaier        | Allemagne  | 1 h 12 min 53 s | + 1 s        |
| Médaille de bronze | Edoardo Affini Mattia Cattaneo Filippo Ganna Elisa Longo Borghini Soraya Paladin Gaia Realini                | Italie     | 1 h 13 min 0 s  | + 8 s        |
| 4e                 | Bruno Armirail Thibault Guernalec Benjamin Thomas Audrey Cordon-Ragot Cédrine Kerbaol Juliette Labous        | France     | 1 h 13 min 16 s | + 24 s       |
| 5e                 | Mikkel Bjerg Magnus Cort Nielsen Mikkel Honoré Rebecca Koerner Emma Norsgaard Cecilie Uttrup Ludwig          | Danemark   | 1 h 14 min 58 s | + 2 min 6 s  |
| 6e                 | Brandon McNulty Neilson Powless Kevin Vermaerke Emily Ehrlich Amber Neben Lauren Stephens                    | États-Unis | 1 h 15 min 9 s  | + 2 min 17 s |
| 7e                 | Pier-André Côté Derek Gee Jonas Walton Olivia Baril Ava Holmgren Mara Roldan                                 | Canada     | 1 h 15 min 34 s | + 2 min 42 s |
| 8e                 | Stefan Bissegger Johan Jacobs (ab.) Fabian Weiss Elise Chabbey Noemi Rüegg Jasmin Liechti                    | Suisse     | 1 h 15 min 44 s | + 2 min 52 s |
| 9e                 | Markel Beloki David de la Cruz Raúl García Pierna Mireia Benito Paula Blasi Eneritz Vadillo (ab.)            | Espagne    | 1 h 16 min 42 s | + 3 min 50 s |
| 10e                | Philipp Hofbauer Felix Ritzinger Adrian Stieger Christina Schweinberger Kathrin Schweinberger Adrian Stieger | Autriche   | 1 h 17 min 43 s | + 4 min 51 s |